# ألفرد غوغ
ألفرد غوغ (بالإنجليزية: Alfred Gough)‏ هو منتج أفلام وكاتب سيناريو أمريكي، ولد في 22 أغسطس 1967 في ليوناردتاون في الولايات المتحدة.

## وصلات خارجية
- ألفرد غوغ على موقع IMDb (الإنجليزية)
- ألفرد غوغ على موقع ألو سيني (الفرنسية)
- ألفرد غوغ على موقع أول موفي (الإنجليزية)
- ألفرد غوغ على موقع قاعدة بيانات الأفلام السويدية (السويدية)
- ألفرد غوغ على موقع قاعدة بيانات الفيلم (الإنجليزية)
- ألفرد غوغ على موقع كينوبويسك (الروسية)